# Dear Mr. Gacy
Dear Mr. Gacy je kanadský hraný film z roku 2010, který režíroval Svetozar Ristovski podle knihy The Last Victim Jasona Mosse. Snímek měl světovou premiéru dne 11. května 2010.

## Děj
Jason Moss studuje práva a je fascinován osobou masového vraha Johna Wayna Gacyho, který již několik let čeká v cele smrti na popravu. Rozhodne se o něm vypracovat ročníkovou práci a s vrahem naváže písemný kontakt. Jeho cílem je zjistit lépe vrahovy pohnutky. Sám se však postupně dostává pod jeho vliv.

## Obsazení
| Jesse Moss             | Jason Moss      |
| William Forsythe       | John Wayne Gacy |
| Emma Lahana            | Alyssa          |
| Jeffrey Bowyer-Chapman | Diego           |
| Patrick Gilmore        | Glen Phillips   |
| Andrew Airlie          | profesor Harris |
| Cole Heppell           | Alex Moss       |
| Belinda Metz           | Valerie         |
| Michaela Mann          | Autumn          |
| Michael Kopsa          | agent FBI       |
| Eric Keenleyside       | Stan            |
| Daryl Shuttleworth     | Thompson        |
| Brett Dier             | Marcus          |
| Jaren Brandt-Bartlett  | Mike            |
| Hunter Elliott         | Tim Carsey      |
| Kai Kennedy            | Bobby           |